# 케벤 슐로터베크
케벤 마테오 슐로터베크(독일어: Keven Matteo Schlotterbeck, 1997년 4월 28일 ~ )는 독일의 축구 선수이다. 그의 포지션은 중앙 수비수로, 현재 분데스리가의 VfL 보훔에서 활약하고 있다.

## 클럽 경력
2019년 2월 3일, 슐로터베크는 2-2로 비긴 VfB 슈투트가르트와의 분데스리가 원정 경기에서 38분에 마누엘 굴데와 교체 투입되어 SC 프라이부르크 소속으로 프로 데뷔전을 치렀다.
2019-20 시즌 종료 후, 슐로터베크는 우니온 베를린에서 임대 생활을 마치고 SC 프라이부르크로 복귀했다.
2023년 1월 2일, 그는 2022-23 시즌이 끝날 때까지 VfL 보훔으로 임대되었다.
임대에서 복귀한 후, 슐로터베크는 시즌 개막전 경기에서 프라이부르크 벤치를 지켰고, 2023년 8월 22일, 그는 VfL 보훔과 새로운 한 시즌 임대 계약을 맺으며 복귀했다.

## 사생활
슐로터베크는 프라이부르크에서 뛴 전 프로 축구 선수 닐스 슐로터베크의 조카이다. 그의 동생 니코 또한 프로 축구 선수이며, SC 프라이부르크에서 형과 함께 뛰었다.